# Citalá
Citalá es un distrito del municipio de Chalatenango Norte en el departamento de Chalatenango, El Salvador. Tiene una población estimada de 4 581 habitantes para el año 2024.
| Censo | Población | Cambio | Porcentaje |
| ----- | --------- | ------ | ---------- |
| 2007  | 4 164     | N/D    | N/D        |
| 2024  | 4 581     | 417    | 10.0%      |

## Historia
La población es de origen precolombino y fue lugar de cruzamiento entre maya-chortís y toltecas. De acuerdo a una fuente, el sitio fue el último refugio del "señor de Copán" ante las invasiones de los conquistadores españoles. Para 1740 se estimaba su población en 110 habitantes y en 1786 ingresó al Partido de Tejutla. Pertenece al departamento de Chalatenango desde 1855, y para 1890 su población era de 1850 habitantes.

## Información general
El distrito cubre un área de 79,36 km² y la cabecera tiene una altitud de 715 m s. n. m. El topónimo Citala proviene del idioma maya-Chortí Kujkaija que significa "Donde abundan las estrellas", o "Río de estrellas". Las fiestas patronales se celebran en el mes de diciembre en honor a la Inmaculada Concepción.